# Заєць (Дюрер)
«Дикий заєць» (нім. Feldhase) — картина аквареллю та гуашшю німецького художника Альбрехта Дюрера датована 1502 роком. Намальована у 1502 році у своїй майстерні, вона визнана шедевром мистецтва поряд із його Великим шматом дерну з наступного року.

## Назва
Тварина зображена майже з фотографічною точністю, і хоча щодо твору зазвичай вживають назву Молодий Заєць, портрет достатньо деталізований, щоб визнати зайця як зрілий екземпляр — німецька назва перекладається як «Польовий заєць», а роботу часто англійською мовою називають Зайцем або Диким Зайцем.

## Опис
Тема картини була особливо складною: хутро зайця лежало у різних напрямках, все строкате зі світлішими та темнішими плямами, Дюрер повинен був адаптувати стандартні правила затінення, щоб вказати контур предмета при падінні світла поперек фігури. Попри технічні виклики у передачі світла з різнобарвним, багатотекстурним предметом, Дюрер не лише зумів створити детальне, майже наукове дослідження тварини, але додає до картини тепле золоте світло, яке має заєць зліва, виділяючи вуха та волосся вздовж тіла, даруючи іскру життя оку, а праворуч кидаючи дивну тінь.
Дюрер зробив замальовку зображення і підфарбував його заливками коричневої акварелі. Потім він терпляче нарощував текстуру хутра різноманітними темними та світлими мазками акварелі та гуаші. Поступово картину довели до завершення, додавши кілька вишуканих деталей, таких як вуса і ретельне відображення вікна в очах істоти.
Існує певна дискусія з приводу того, як Дюрер точно зафіксував зображення зайця: він, можливо, замальовував зайця в дикій природі та доповнював окремі деталі від мертвої тварини, або зловив одного і тримав його живим у своїй майстерні, поки він працював над картиною. Відображення віконної рами в оці зайця часто наводиться як доказ теорії про те, що Дюрер копіював зайця з життя у своїй майстерні, але відбиття — це техніка, яку Дюрер часто використовував для того, щоб додати життя очам.
Дюрер можливо використовував свої дослідження акварелі та гуаші як вихідний матеріал для друку, але в «Святому сімействі з трьома зайцями» зайці скромно виведені, і в єдиному з його відбитків, де зображено зайця, мідній пластині 1504 року Адама та Єви, заєць відвертається, напівприхований за ногою Єви. Дата та монограма Дюрера у Дикому Зайці вказують на те, що Дюрер вважав це твором самим по собі, а не просто ескізом. Картина породила численні копії: відомо не менше дванадцяти картин сучасників.

## Галерея

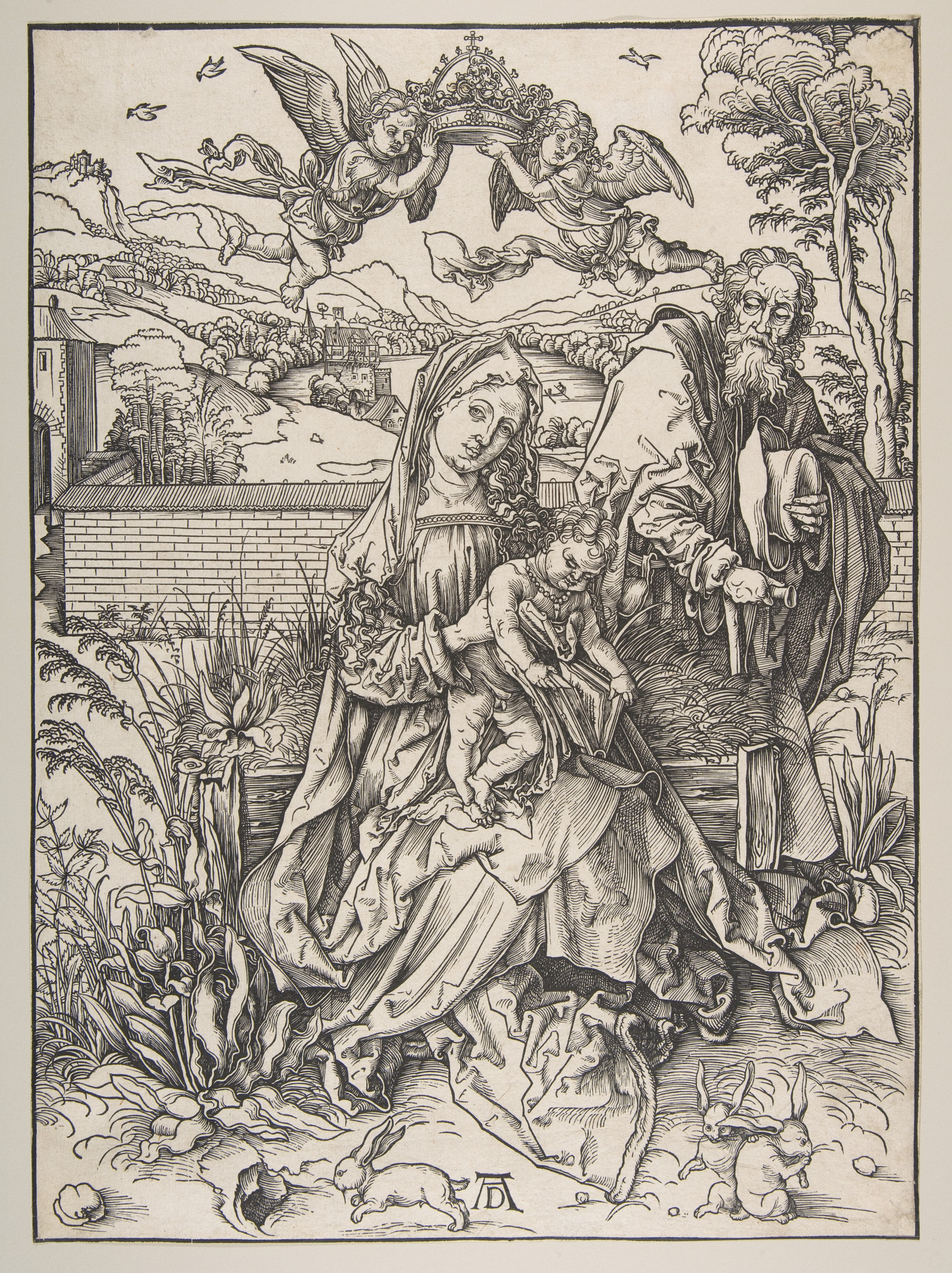
Святе сімейство з трьома зайцями, 1496
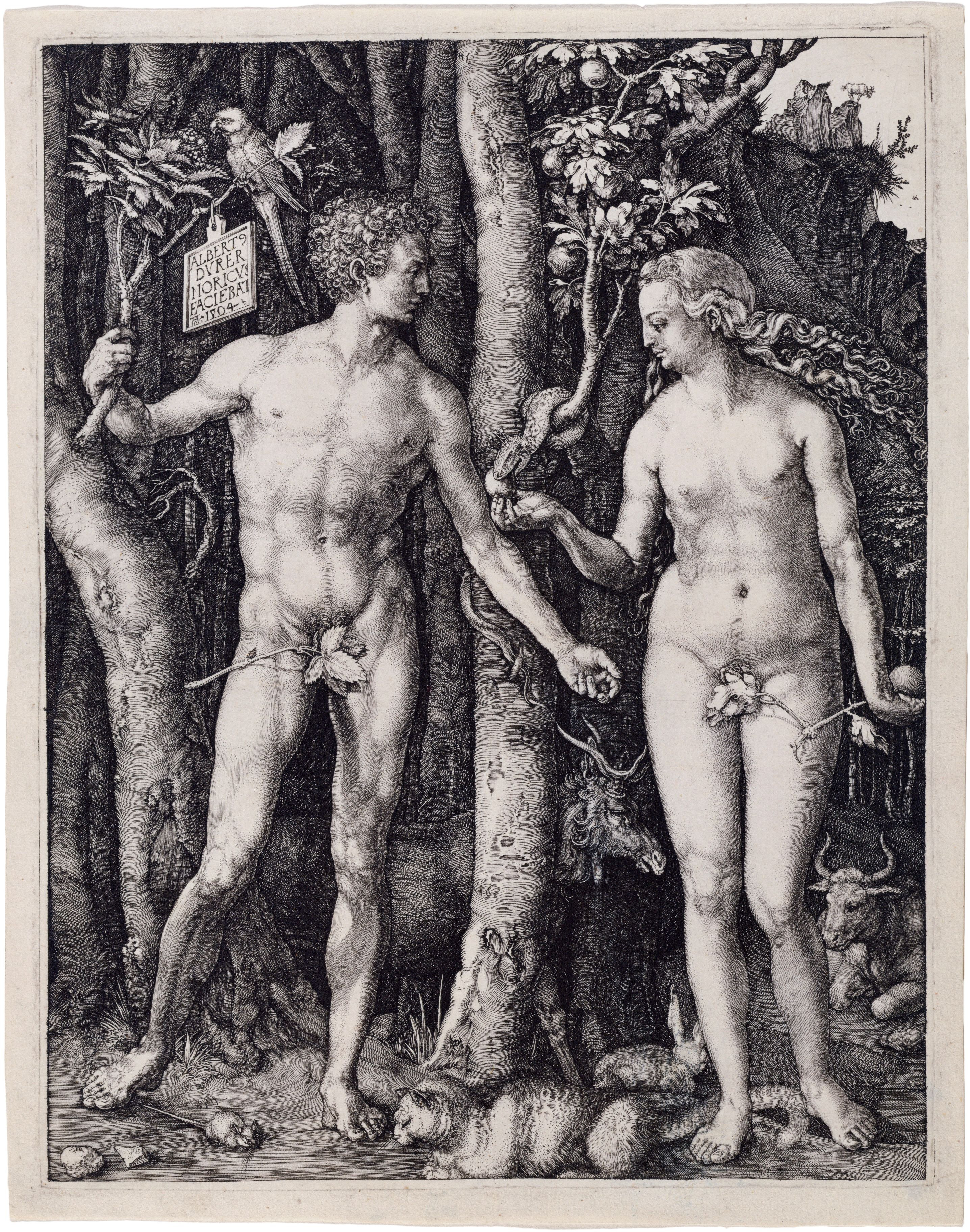
Адам та Єва, 1504
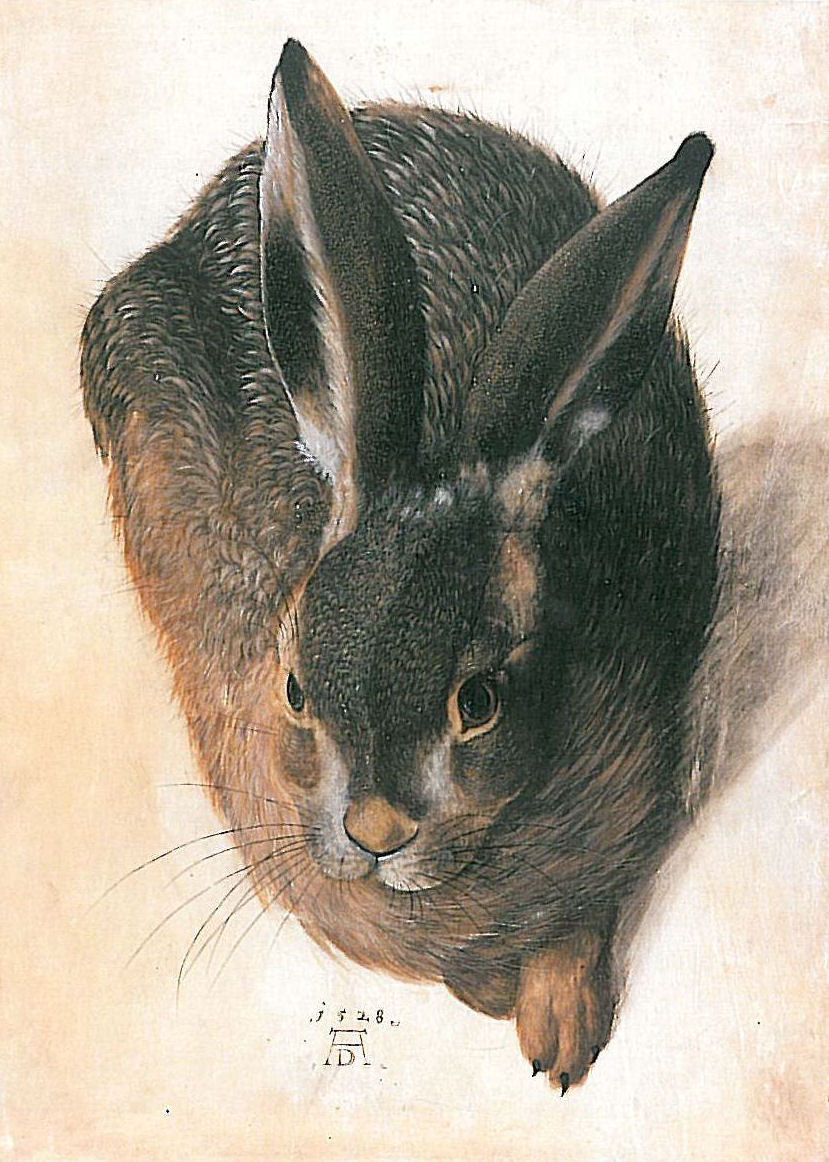
Копія зайця Ганса Гофмана 1528 року, яка відрізняється від першоджерела, все ще несе монограму AD.
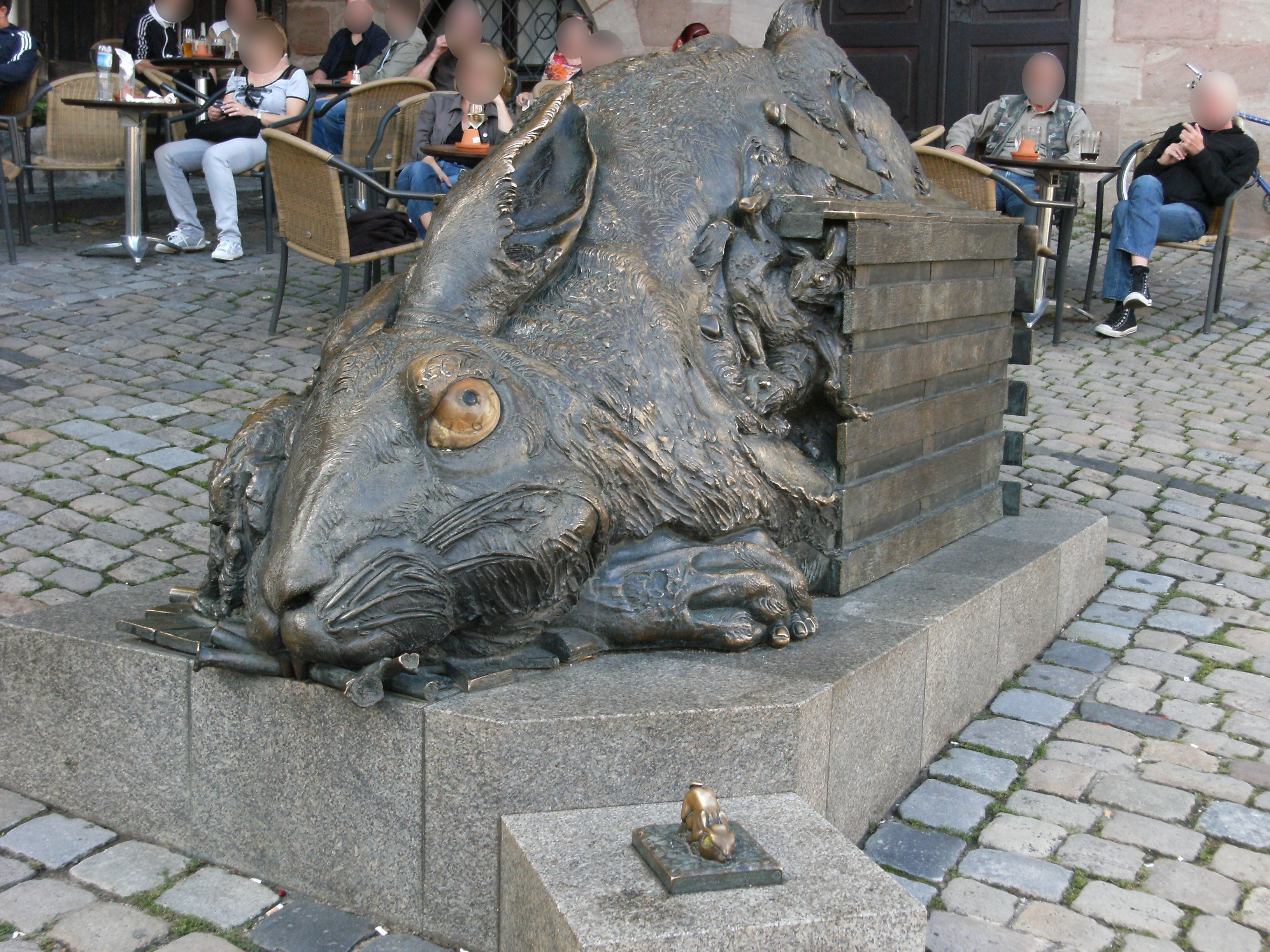
Скульптура зайця в Нюрнберзі
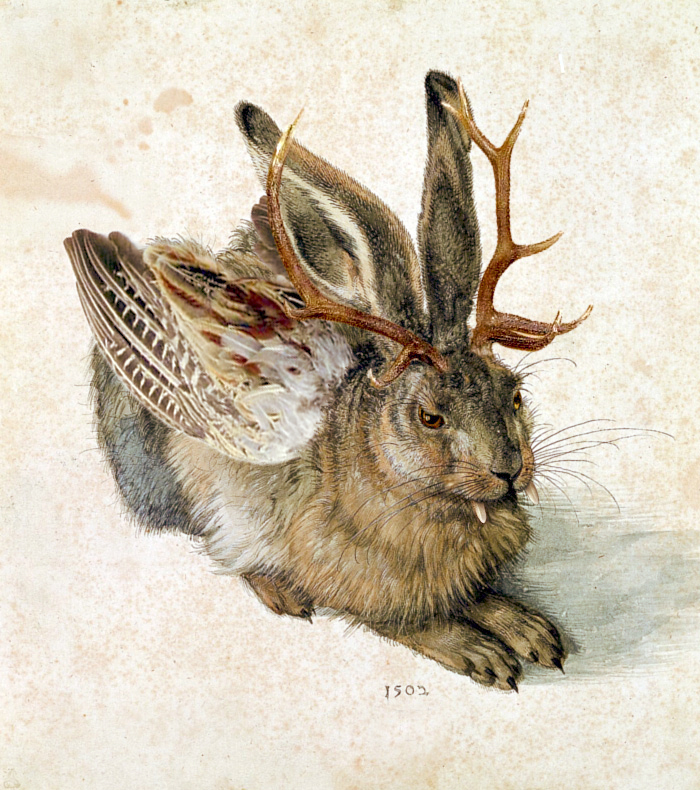
Пародія на роботи Дюрера